# Râul Pietrosu, Bârlad
Râul Pietrosul este un curs de apă, afluent al râului Dobrovăț. 